# Nelson Cavaquinho
Nelson Cavaquinho, pseudonimo di Nelson Antônio da Silva (Rio de Janeiro, 29 ottobre 1911 – Rio de Janeiro, 18 febbraio 1986), è stato un cantante e compositore brasiliano di samba. Solitamente considerato come un rappresentante degli aspetti tragici delle tematiche della samba, compose molte canzoni sulla morte e sulla disperazione. Era una figura di spicco della scuola di samba Estação Primeira de Mangueira.

## Biografia
Nelson è nato a Rio de Janeiro. Proveniente da una famiglia povera, ha lasciato la scuola in giovane età per cercare lavoro in una fabbrica. Ha mostrato del talento musicale in giovane età suonando una chitarra fatta in casa con una scatola di sigari e dei fili. Quando poteva, prendeva in prestito un cavaquinho e cercava di copiare le tecniche dei suonatori professionisti di cavaquinho. Dimostrò fin da giovane una grande capacità nel suonare lo strumento e compose un choro ("Caminhando") che gli fece guadagnare notorietà come musicista (in parte a causa di una modulazione insolita che rendeva difficile per altri strumentisti armonizzarlo). Alla fine gli fu dato un cavaquinho e avendo dimostrato uno stile unico nel suonare lo strumento gli fu dato il soprannome di "Nelson Cavaquinho". Ha dimostrato uno stile unico nel suonare con solo due dita.
Da giovane conobbe famosi musicisti di samba come Cartola, Carlos Cachaça e Zé da Zilda. Ha composto oltre 600 composizioni. Il suo partner principale era Guilherme de Brito. Alcuni dei suoi lavori più noti sono: A Flor eo Espinho, Folhas Secas, O Bem eo Mal, Juízo Final e Luz Negra.
Morì di enfisema il 18 febbraio 1986, all'età di 74 anni, a Rio de Janeiro.